# Институт экологии растений и животных УрО РАН
Институт экологии растений и животных Уральского отделения Российской академии наук (ИЭРиЖ УрО РАН) — крупнейший научно-исследовательский институт эколого-биологического профиля в Уральском регионе, один из лидеров фундаментальных исследований в области экологии и охраны окружающей среды в России.
В состав Института входят 17 лабораторий, музей, биофизическая станция (пос. Заречный Свердловской области), Арктический научно-исследовательский стационар (г. Лабытнанги).
Коллектив Института насчитывает около 290 сотрудников, из них 1 академик РАН, 2 члена-корреспондента РАН, 1 профессор РАН, 38 докторов и 98 кандидатов наук.

## Основные направления деятельности
Постановлением Президиума РАН (№ 439 от 24 июня 2008 года) утверждены следующие основные направления научно-исследовательской работы Института:
- Фундаментальная экология: изучение общих закономерностей организации, функционирования, динамики и устойчивости живых систем надорганизменного уровня (популяции, сообщества, экосистемы).
- Экология нарушенных территорий и охрана природы: разработка теоретических основ охраны природы (экологическое нормирование, биоиндикация, экотоксикология, радиоэкология).
- Биоразнообразие и биоресурсы: анализ биологического разнообразия на территории Урала и Западной Сибири; разработка стратегий сохранения и восстановления биоразнообразия, эксплуатации и охраны природных популяций.
- Палеоэкология: палеореконструкции климата, структуры и функционирования экосистем Северной Евразии.

## История
Институт экологии растений и животных был основан 18 июня 1944 года. До 1964 года он носил название Институт биологии Уральского филиала Академии наук СССР. Первым директором института (с 1944 по 1948 годы) был физиолог и генетик, ученик Н. И. Вавилова, профессор, доктор биологических наук В. И. Патрушев. С 1955 по 1976 годы институтом руководил академик С. С. Шварц. В этот период сформировались основные направления деятельности Института и он получил своё современное название. В это время заведующим отделом биофизики института работал генетик Н. В. Тимофеев-Ресовский. С 1976 по 2013 годы институт возглавлял академик В. Н. Большаков. В эти годы одним из важных направлений исследований стало разностороннее изучение адаптаций живых систем к экстремальным условиям среды и влиянию антропогенных факторов. С 2013 по 2018 год директором Института был член-корреспондент РАН В. Д. Богданов. В 2018 г. директором Института избран доктор биологических наук М. Г. Головатин.